# Cueretú
El cueretú (curetu) és una llengua extingida parlada a la conca de l'Amazones. Hom la sol classificar entre les llengües tucanes, però altres lingüistes la consideren com a no classificada degut a l'escassetat de dades.